# Josef Lošek
Josef Lošek (14 de março de 1912 — data da falecimento desconhecido) foi um ciclista olímpico tchecoslovaco. Representou sua nação em dois eventos nos Jogos Olímpicos de Verão de 1936.